# تفاح
تفاح (در عربی به معنای سیب)، یک منطقهٔ مسکونی در سرزمین‌های فلسطینی‌نشین است که در استان غزه واقع شده است.